# Шенов (кантон)
Шенов (фр. Chenôve) — кантон во Франции, находится в регионе Бургундия. Департамент кантона — Кот-д’Ор. Входит в состав округа Дижон. Население кантона на 2006 год составляло 26 414 человек.
Код INSEE кантона — 2138. Всего в кантон Шенов входят 6 коммун, из них главной коммуной является Шенов.

## Коммуны кантона
- Лонвик — население 9332 чел.
- Марсанне-ла-Кот — население 5271 чел.
- Нёйи-ле-Дижон — население 1971 чел.
- Уж (Кот-д’Ор) — население 1212 чел.
- Перриньи-ле-Дижон — население 1479 чел.